# Vi Jones
Vi Jones (nascido em 5 de maio de 1996) é um zagueiro de futebol americano do Seattle Seahawks da National Football League (NFL). Ele também jogou futebol americano universitário no estado da Carolina do Norte.

## Carreira profissional
Depois de não ser selecionado no Draft da NFL de 2022, Jones assinou com o Seattle Seahawks em 30 de abril. Ele foi liberado durante os cortes finais em 30 de agosto. No entanto, ele foi contratado para o time de treino no dia seguinte. Ele foi elevado à lista ativa em 12 de novembro. Ele fez sua estreia no dia seguinte contra o Tampa Bay Buccaneers jogando 10 snaps. Em 31 de dezembro, Jones assinou contrato com a lista ativa.